# Lucania Film Festival
Il Lucania Film Festival (noto anche con la sigla LFF) è un festival di cinema indipendente. Il festival fa parte dell'AFIC - Associazione festival italiani di cinema.

## Storia
Il Lucania Film Festival nato nel 1999 a Pisticci, in Basilicata, è la più antica rassegna cinematografica internazionale della Basilicata. Organizzato dall'Associazione Allelammie, impresa culturale, si è svolto inizialmente presso il Rione Dirupo, centro storico di Pisticci, e altri luoghi del paese lucano, tra cui la chiesa Madre, tuttora sede del festival. È diretto da Namavista Film e, tra gli altri, conta sull'appoggio della Lucania Film Commission.
Nelle scorse edizioni sono stati ospiti Emir Kusturica, Sergio Rubini, Giobbe Covatta, Filippo Solibello, Dario Vergassola, Paolo Briguglia, Domenico Fortunato, Antonio Petrocelli, Cosimo Fusco, Rocco Papaleo, Alessandro Haber, Riccardo Scamarcio, Elio Germano, Laura Morante, Giovanni Veronesi, Carlo Verdone, Dario Argento, Silvia Scola, Rocco De Rosa, Alessandro Piva, Ambra Angiolini.
Al concorso pervengono in media 1.000 film da 50 nazioni, una sessantina dei quali sono selezionati per la fase finale del concorso. Nel 2023 dal 9 al 13 agosto si è svolta la ventiquattresima edizione.

## Edizioni parziale

### 2023
- Split ends, regia di Alireza Kazemipour[4] premio miglior film